# 虛構作品

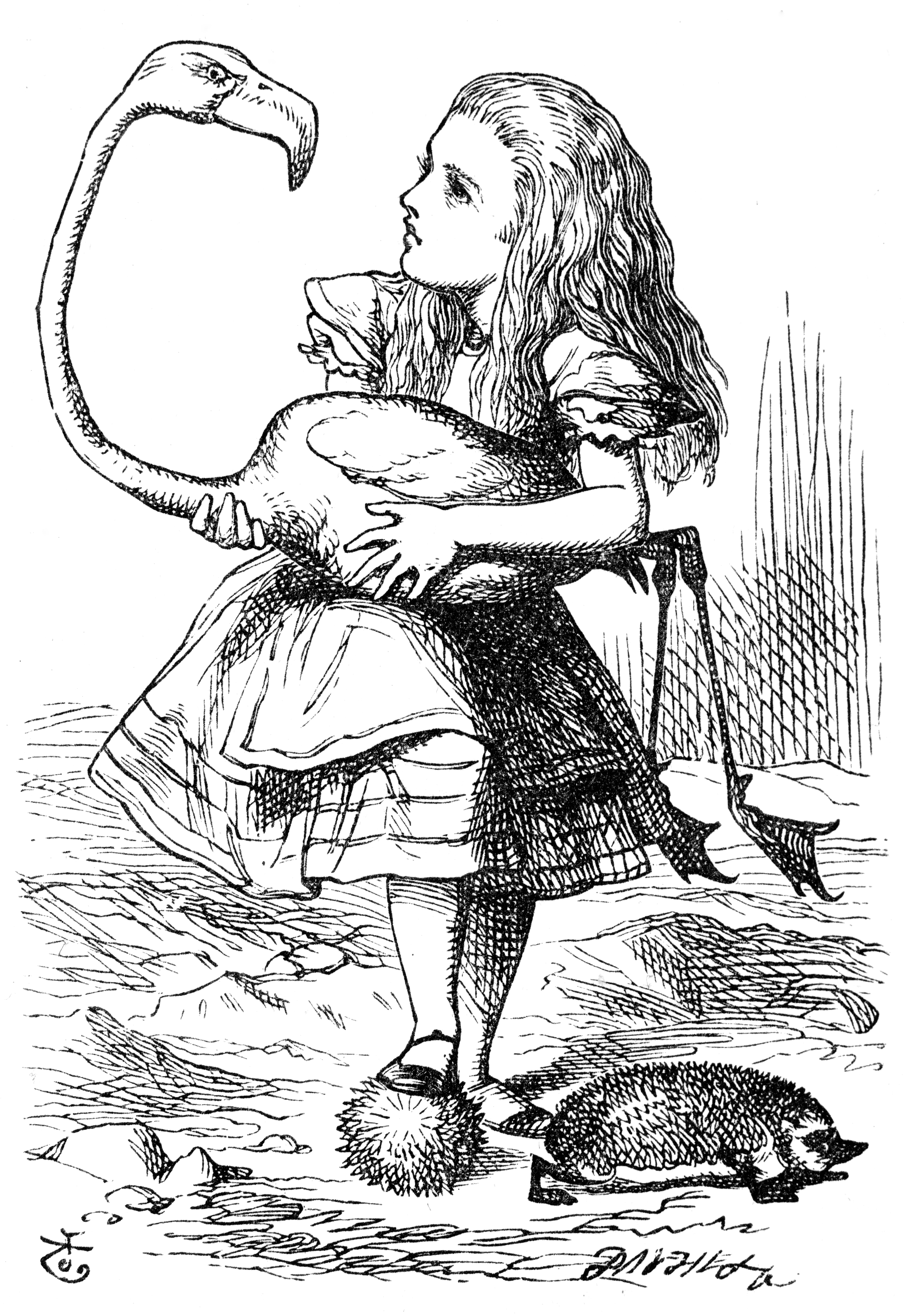
一張在路易斯·卡羅的《愛麗絲夢遊仙境》中的圖片

虛構作品又称为架空作品（英語：Fiction、Fictional），虛構是指憑空想像、非現實存在的人事物，有別於假說、理論和虛擬的定義，因為虛構不見得要按照邏輯及科學證明，可以自由誇大。許多創作者會利用虛構手法，為作品構築出獨特世界觀及人事物，創造了不少的藝術價值，所以被廣泛運用在藝術領域中。
虛構作品與非虛構作品相對，虛構也可能是作為規避審查或者避免與真實人物和事件產生糾紛而專門選擇的一種創作手法。

## 類型
虛構作品可分為寫實虛構作品、完全虛構作品、半虛構作品。

### 寫實虛構作品
寫實虛構作品的內容是虛構的，但是可能發生，而且其中有些人、地點或事件是真的。而且在未來可能會成真，例如1865年，儒勒·凡爾納所著的科幻小說《從地球到月球》，描述人類上月球的故事，以當時科技並無法登陸月球，僅是科學幻想及未來幻想，但隨著科技進步，1969年的尼尔·阿姆斯特朗成功登陸月球。科幻小說中預測的科技常常在以後就變成事實。
另一種寫實虛構作品是犯罪小說，像是阿瑟·柯南·道爾筆下的夏洛克·福爾摩斯、阿加莎·克里斯蒂筆下的赫丘勒·白羅，詹姆斯·帕特森筆下的Alex Cross，這些都是虛構的，但又類似真實事件。
歷史小說也是一種寫實虛構作品的類型，將虛構人物放到真實的歷史世界中，並且可能還和歷史人物互動，像金庸的《鹿鼎記》就是歷史小說，其中有虛構的韋小寶，也有真實歷史中的康熙。

### 完全虛構作品
完全虛構作品是指世界觀是完全虛構的作品，特徵是非常誇張的人事物設定，絕對不會發生在現實，常見於奇幻作品，例如路易斯·卡羅的《愛麗絲夢遊仙境》、J·K·羅琳的《哈利·波特》和J·R·R·托爾金的《魔戒》等。
不過即使是奇幻文學也是有二個不同的維度，它介於寫實主義的極致及神話的幻想之間。其中包括地理的細節，人物的刻畫，都設法讓人相信描述的世界是真實存在的，設法「邀請讀者忽略文字上的技巧、暫時先不要懷疑，運用如詩一般的信心，沈溺在所描述的想像世界中。」故事可呈現的效果令人驚訝，依照G. W. Young及G. Wolfe的論點，可以虛構的現實可以在文本以外獨立存在，讀者以往的認知相較之下顯得不足。因此，「在虛構作品中人們可以得到的比現實的更多更全面。」另一方面，虛構作品無限的可能性表示人們不可能完全了解現實，也沒有什麼標準來衡量現實的結構。

### 半虛構作品
半虛構作品是其中有許多非虛構內容的作品。例如使用了真實人物、真實事件、真實地名等元素為基礎的虛構作品，這些作品可能是基於一定真實性的重新改寫，也可能僅僅只是使用了真實事物的名稱，但和真實事物完全不一樣。
不過即使作者聲稱這故事是真的，其中仍可能有許多為了故事需要而作增減的部份。像提姆·奧布萊恩的半自傳性短篇故事集《士兵的重負》即為一個例子。

## 運用
在虛構作品上，作者會按照需要虛構出不同的人物角色、歷史、國家等。

## 體裁
虛構手法被運用在以下的體裁，在這些體裁底下的某些作品，不見得是完全虛構作品，有可能是半虛構作品或是非虛構作品。對於作品當中，虛構情節的判定，也跟人們當時的價值觀與作者自身的價值觀有關係，例如神話。
- 文學
- 寓言
- 童話
- 小說
- 戲劇
- 詩歌
- 繪畫
- 電影
- 動畫
- 漫畫
- 電子遊戲
- 奇幻作品
- 科幻作品

## 用途
尽管虚拟作品可以被看作是一种娱乐形式，它具有其他的用途。虚拟作品可以用于教学目的，例如用于虚构的例子，学校的课本。它可以在宣传和广告上使用。虽然他们不一定针对儿童，寓言提供了一个明确的道德目标。
虚构作品可用于作为企业培训课程进行教育和学习，提供具有价值的管理和行为的课程。
科幻小说的一个分支是贯穿着娱乐和科学预测的文学。一个不太常见的类似贯穿例子是哲理小说，杂交小说和哲学，因而经常向着宣传小说的边境贯穿。这类小说由思想实验所构成，是探索后续的某些技术或理念。